# Daniel Słupnik
Daniel Słupnik, Daniel Stylita, Daniel z Konstantynopola, cs. Prepodobnyj Daniił Stołpnik (ur. 409 w Ma(e)ratha w Syrii, obecnie Samsat w Turcji, zm. ok. 490 lub 493 w Anaplus nad Cieśniną Kerczeńską (Bosporus), dzisiejsza dzielnica Kuruçeşme w Stambule) – święty Kościoła katolickiego, prawosławnego i ormiańskiego, jeden ze świętych stylitów.

## Żywot świętego
Źródłem wiedzy o Danielu Słupniku jest biografia sporządzona przez jednego z jego uczniów. Według współczesnych badaczy mnichem został w wieku osiemnastu lat, a później pełnił urząd igumena. Poznanie Symeona Słupnika zainspirowało go i po rezygnacji z pełnionej w klasztorze funkcji wędrował odwiedzając pustelników Palestyny i Syrii. Z Jerozolimy udał się do Konstantynopola do klasztoru św. Michała, a po dziewięciu latach, na wieść o śmierci Symeona podjął za jego przykładem życie na słupie.
Hagiograficzne zapisy mówią iż zadziwiał innych zakonników swoją gorliwością. Był uczniem św. Symeona Stylity Starszego, który pobłogosławił go na prowadzenie samotnego życia w ruinach pogańskiej świątyni w pobliżu Konstantynopola. Po śmierci Symeona przeniósł się nad Morze Czarne, gdzie wzniósł dla siebie platformę opartą na dwóch słupach. Otrzymał tam święcenia kapłańskie; ze słupa zszedł do końca życia tylko raz, aby wystąpić przeciw monofizytyzmowi.
Za życia zyskał opinię świętego. Przybywali do niego zwykli wierni, jak również patriarchowie Konstantynopola oraz cesarze Leon I i Zenon. Święty wygłaszał dla wszystkich proste kazania, w których ostrzegał przed grzechem, wzywał do wzajemnej miłości i szczególnej troski o biednych. Zmarł w 489 lub 490 i został pochowany w pobliżu słupa, na którym przeżył trzydzieści trzy lata.

## Kult
Dzień obchodów
Wspomnienie liturgiczne w Kościele katolickim obchodzone jest 11 grudnia.
Cerkiew prawosławna i Kościół ormiański wspominają świętego mnicha 11/24 grudnia, tj. 24 grudnia według kalendarza gregoriańskiego. Czczony jest razem z innym świętym stylitą, Łukaszem, którego pamięć Cerkiew czci tego samego dnia.
Ikonografia
W ikonografii przedstawiany jest na słupie, ubrany w czarne mnisze szaty stoi (widoczny od pasa) na słupie skalnym, do którego prowadzi jeden otwór. Ma długą siwą brodę, a ręce złożone w modlitewnym geście. Niekiedy w jeden z nich trzyma zwój.